# Civitas
Civitas (meervoud: civitates), verwees in de Oudheid, binnen de bestuursorganisatie van het Romeinse Rijk, naar zowel een vorm van burgerschap als een administratief gebied.
Nieuwe Romeinse stedelijke nederzettingen werden door de Romeinse heersers civitates genoemd, ze bestonden in de regel uit een plaats en omland en kregen de naam van de plaats. Gewoonlijk waren ze dicht bij de oudere voor-Romeinse hoofdsteden, soms vielen ze ermee samen. Bij gebrek aan een dergelijke oorspronkelijke hoofdstad stichtten de Romeinen er zelf een. Was de lokale bevolking zeer wantrouwig tegenover het Romeinse bestuur, dan werd soms de civitas buiten het stamgebied geplaatst. De meeste ambtenaren werden door de Romeinen gerekruteerd uit de lokale bevolking. Voorbeelden van een civitas buiten het stamgebied zijn: Kassel (civitas Menapiorum) lag in het stamgebied van de Morini, en Bavay (civitas Nerviorum) lag in het stamgebied van de Bellovaci. Waarschijnlijk werd Trier (civitas Treverorum) eveneens net buiten hun stamgebied gesticht. Een civitas mag niet verward worden met een centrale hoofdstad. In het verleden gingen veel historici ervan uit dat het stamgebied zich rond de civitas bevond, naar de huidige stand van wetenschap abusievelijk.
Het burgerlijk bestuur in een civitas omvatte veel terreinen, maar het aantal ambtenaren was beperkt. Men kon er bijvoorbeeld het burgerschap verkrijgen, waarbij het Romeins burgerschap de meeste rechten gaf, men kon juridische processen voeren, en belastingen betalen. De civitates konden uigroeien tot welvarende marktplaatsen, Trier groeide uit tot een van de voornaamste steden van het West-Romeinse Rijk en werd onder keizer Constantijn de Grote de keizerlijke residentie.
In de late oudheid was de civitas niet alleen een bestuurlijke eenheid binnen het centraal gezag, maar werden ze ook binnen de organisatie van de christelijke kerk tot bestuurseenheden. Met de groei van het christendom in de 4e eeuw ontwikkelde zich namelijk een kerkelijke organisatie, en de kerk gebruikte daarvoor de bestaande administratieve indeling van de Romeinse civitates. In de hoofdsteden van de civitates werden de bisschopszetels gevestigd.
Na de val van het West-Romeinse Rijk bleef de civitas-structuur grotendeels in stand. Zij werd onderdeel van de nieuwe Germaanse koninkrijken, die de controle op de civitates verkregen door er hun eigen vertegenwoordigers - zoals graven en hertogen - aan het hoofd te plaatsen. In Gallië verloor de civitas na de 6e eeuw wel steeds meer zijn civiele rol, maar veel civitates bleven voortbestaan in de vorm van een kerkelijk diocees.